# Kilnam Chon

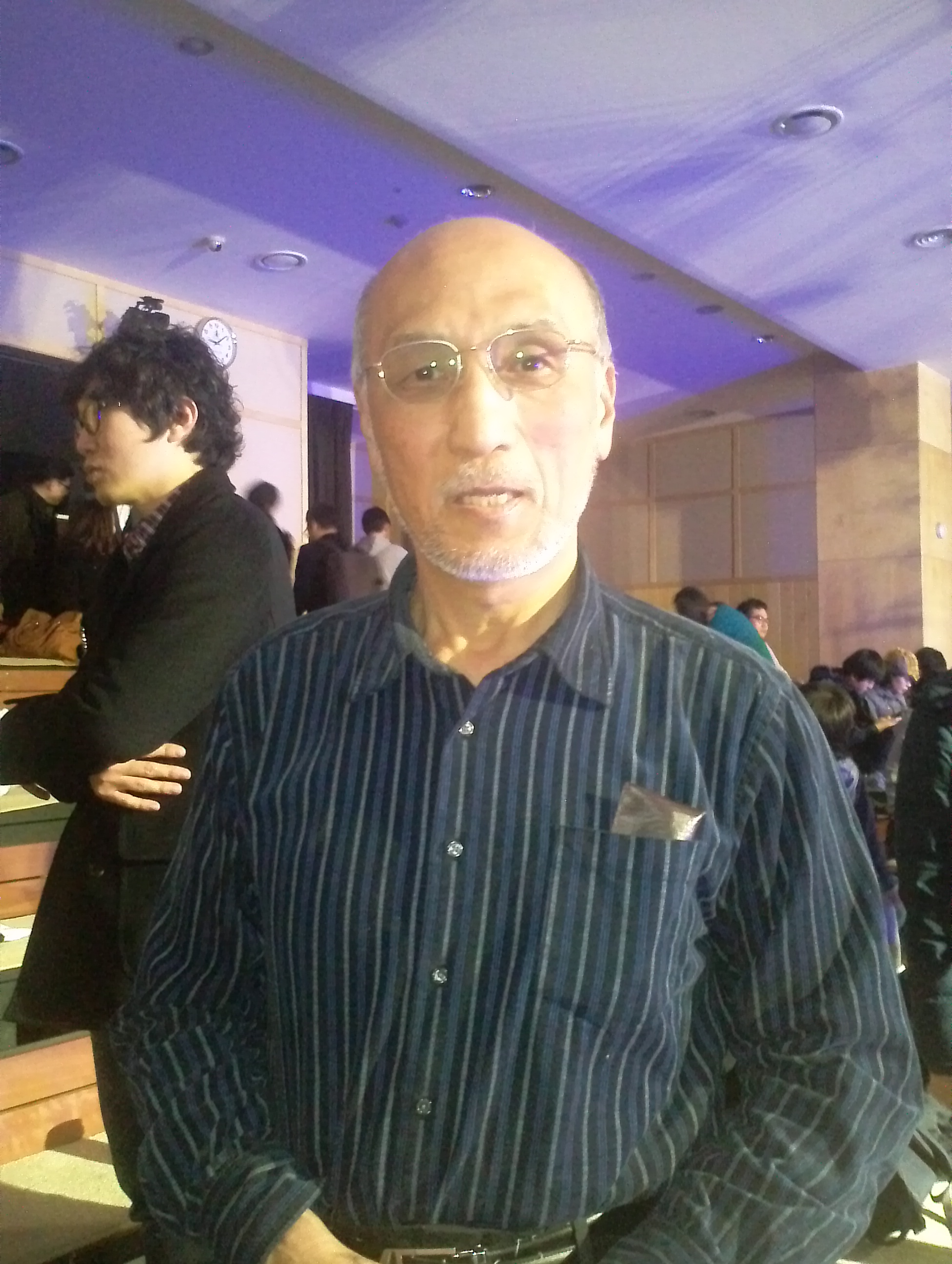
Kilnam Chon (2012)

Kilnam Chon (* 1. März 1943 bei Osaka, Japan) ist ein südkoreanischer Informatiker und Internetpionier.

## Leben und Werk
Geboren 1943 in Osaka, Japan – seine Eltern waren Koreaner – erwarb Kilnam Chon 1965 einen B. Sc. in Elektrotechnik an der Universität Osaka. Er promovierte 1974 im Fach Systems Engineering an der University of California, Los Angeles (UCLA), wo er 1967 auch seinen M. Sc. in Informatik erworben hatte. Er arbeitete als Computersystemdesigner bei Rockwell International und als technischer Forscher am Jet Propulsion Laboratory. 1979 kehrte er nach Südkorea zurück, um als Forscher am Korea Institute of Electronics Technology (KIET) zu arbeiten. Von 1982 bis 2008 war er Informatikprofessor am Korea Advanced Institute of Science and Technology (KAIST).
Initiiert von Kilnam Chon ging im Mai 1982 eine TCP/IP-Verbindung zwischen der Seoul National University und dem Electronics and Telecommunications Research Institute in Betrieb. Das so entstandene System Development Network (SDN) war die erste Internet-Implementierung in Asien und eine der ersten außerhalb der USA. SDN wurde nacheinander verbunden mit dem Usenet (1983), dem CSNET (1984), dem Arpanet (1986), und schließlich dem Internet (1990).
Kilnam Chon gründete einige Organisationen zur Förderung des Internets in Asien, darunter die Asia Pacific Networking Group (APNG), das Asia Pacific Advanced Network (APAN) und die Asia Pacific Top-Level-Domain Association (APTLD). Er war beteiligt an der Gründung der Asia Pacific Internet Association (APIA), des Asia Pacific Computer Emergency Response Team (APCERT) und der Asia Pacific Regional Internet Conference on Operational Technologies (APRICOT).
Nach seinem Ausscheiden aus dem KAIST 2008 war Chon Gastprofessor an der Peking University und Professor an der Keio University. Seine Forschungsfelder umfassen das Internet, Systems Engineering und Mensch-Computer-Interaktion.
Kilnam Chon wurde mehrfach für seine Leistungen ausgezeichnet. 2012 wurde er in die Internet Hall of Fame der Internet Society aufgenommen.